# Couffy-sur-Sarsonne
Couffy-sur-Sarsonne este o comună în departamentul Corrèze din centrul Franței. În 2009 avea o populație de 73 de locuitori.

## Evoluția populației
| An        | 1975 | 1982 | 1990 | 1999 | 2006 | 2009 |
| --------- | ---- | ---- | ---- | ---- | ---- | ---- |
| Populație | 104  | 95   | 89   | 70   | 73   | 73   |